# A7V

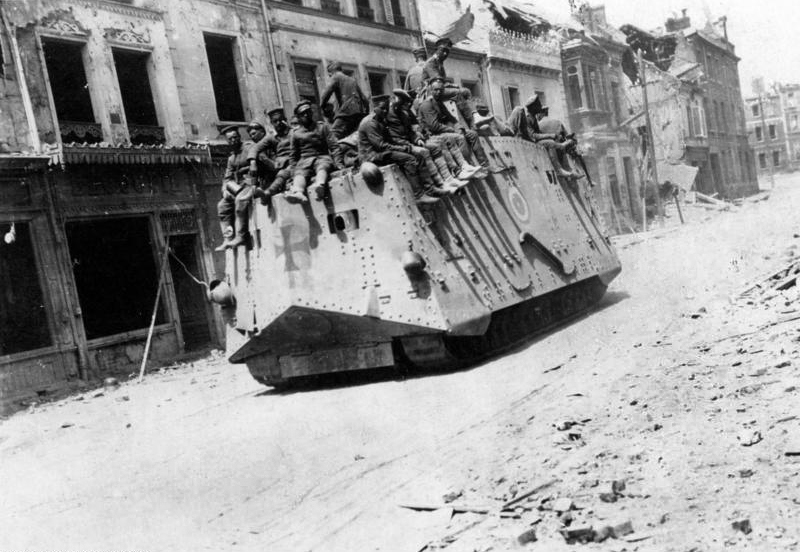
A7V in het Franse Roye (1918)

De A7V is de eerste tank die door Duitsland werd gebouwd in Berlin-Marienfelde en ingezet tijdens de Eerste Wereldoorlog. Haar naam ontleent ze aan het Abteilung Verkehrswesen A7V, een afdeling van het Duits oorlogsministerie, dat de constructieopdracht op 13 november 1916 gaf.

## Ontwikkelingsgeschiedenis
De Duitsers waren in de beginjaren van de Eerste Wereldoorlog niet bijzonder geïnteresseerd in de ontwikkeling van tanks. Men was zich wel bewust van de theoretische mogelijkheid om rupsvoertuigen voor het overwinnen van loopgraven te gebruiken, maar omdat men vanaf eind 1914 toch niet van plan was op het Westelijk Front weer tot de aanval over te gaan, werd de bouw van zulk een geheel nieuw en duur wapensysteem niet serieus overwogen. Pas toen de Britten op 15 september 1916 tijdens de Slag aan de Somme een tankaanval met de Mark I lanceerden, ontdekten de Duitsers dat de vijand als eerste het nieuwe wapen tot rijping gebracht had. Dat kwam wel als een verrassing maar niet als een schok. Ze waren er niet bijster van onder de indruk: de resultaten van die eerste inzet van tanks waren zeer beperkt en men zag de Mark I dan ook niet als een grote tactische dreiging. Er was echter wel een probleem: de Britten deden in hun propaganda alsof ze nu een wonderwapen bezaten waarmee ze de oorlog konden winnen. Wilde het moreel van het Duitse thuisfront niet ondermijnd worden dan moest men de indruk wegnemen dat Duitsland een fatale achterstand in wapenontwikkeling had opgelopen. En dat kon men het beste doen door zelf een tank te ontwikkelen. Al eind september begon de Obere Heeresleitung het Ministerie van Oorlog van Pruisen, het dominante koninkrijk binnen het Duitse Keizerrijk met ook verreweg het grootste deelleger, onder druk te zetten om hiermee een begin te maken.
Op 30 oktober 1916 belegde generaal Friedrich, hoofd Verkehrstechnische Prüfungs-Kommision, een conferentie met vertegenwoordigers van de Duitse industrie om te polsen of zij mogelijkheden zagen voor de ontwikkeling van een tank. De algemene reactie was zeer afhoudend. Men wees Friedrich er op dat de industrie steeds dwingender gereguleerd zou gaan worden door het Hindenburg-Plan van de vertrouweling van Paul von Hindenburg, overste Max Bauer en dat het gezien de tekorten niet te verwachten viel dat een nieuw wapensysteem een quota staal toebedeeld zou krijgen, voldoende voor massaproductie. Friedrich besloot hierop de zaken minder ambitieus op te zetten en benoemde een speciale commissie voor tankontwikkeling, met als volle aanduiding Allgemeines Kriegsdepartement, 7. Abteilung, Verkehrswesen of "A7V" in het kort. Hoofd daarvan werd kapitein Joseph Vollmer, die in vredestijd een ervaren automobielontwerper geweest was. Vollmer kreeg opdracht zijn contacten binnen de auto-industrie te gebruiken om een producent te bewegen een prototype te bouwen. Vollmer deed dat door ingenieurs van de belangrijkste fabrikanten in de commissie te benoemen. Al snel hadden de leden besloten dat alle bestaande pantservoertuigprojecten, zoals de Bremer Mariënwagen (een vrachtwagen met vier rupsbanden in plaats van wielen) en Frederich Goebels Landkreuzer (een wandelend voertuig) ontoereikend waren. Daimler bood aan in plaats daarvan een geavanceerd ontwerp te ontwikkelen.
Toen de eerste voorstellen werden ingediend, was op 13 november het teleurstellende antwoord van het Pruisische Ministerie van Oorlog echter dat de nieuwe tank niets meer mocht zijn dan een bewapende versie van een tegelijkertijd te ontwikkelen bevoorradingstank, de Ueberlandwagen. Zo'n transportvoertuig vond men heel wat nuttiger dan een gevechtsvoertuig dat alleen propagandadoeleinden zou dienen. Wel werd de bouw van een prototype van een Panzerkampfwagen goedgekeurd. Het project kreeg als codenaam "A7V".
Toen ze in december 1916 startten met de bouw van een eerste prototype werden ze geconfronteerd met de schaarste aan materialen als gevolg van de Britse blokkade ter zee; daardoor moest een eerste bestelling van honderd (waarvan negentig bevoorradingstanks) worden teruggebracht tot twintig.

## Constructie
De tank werd gebouwd op een onderstel voorzien van rupsbanden, geleverd door het Oostenrijkse filiaal van de Amerikaanse firma Holt. Dit was ook het onderstel waarop onder meer de Franse Schneider was gebouwd. Om een voldoende lang loopwerk te verkrijgen werden drie Holt-onderstellen met elkaar verbonden.
De tank werd voorzien van twee Daimler vier cilinder watergekoelde benzinemotoren van ieder 100 pk die in het midden werden ingebouwd. De chauffeur en de commandant zaten op het motorblok. De pantserplaten werden met klinknagels en bouten aan elkaar verbonden. Het prototype was in april 1917 klaar en een inzetbaar exemplaar op 1 oktober 1917; maar ze werd voor de Duitsers pas belangrijk toen de Britten massaal tanks inzetten bij Cambrai op 20 november 1917.

## Prestaties

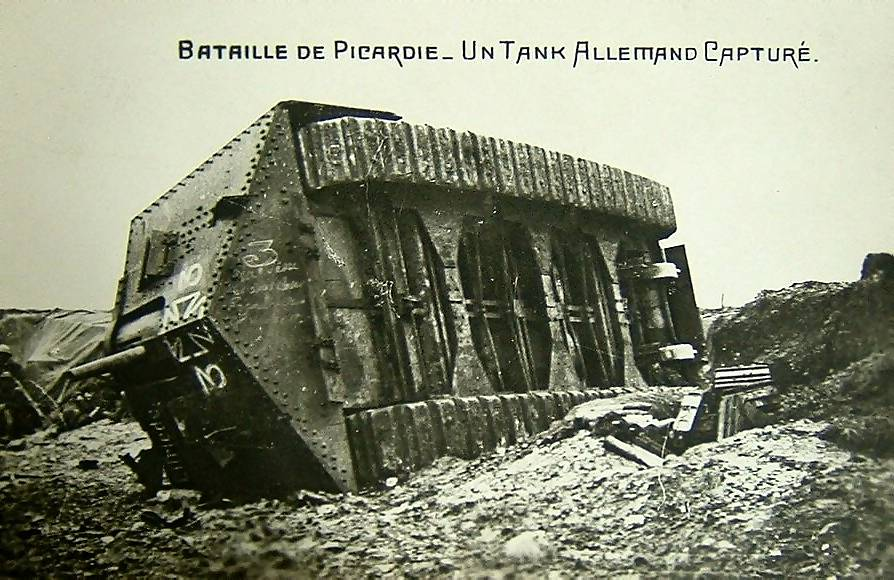
A7V tank Elfriede in Franse handen in Villers-Bretonneux (24 april 1918)

De actieradius en de snelheid van dit model was superieur ten opzichte van de geallieerde modellen. Haar hoge constructie gaf de bemanning een goed uitzicht maar ze was tegelijkertijd een gemakkelijk te ontdekken doelwit. Tevens hadden de bestuurder en de commandant door de hoge plaatsing van de commandotoren een 'blinde vlek' van 10 meter naar voren en naar achteren, waardoor zij weinig zicht hadden op het terrein direct rondom de tank. Door het hoge gewicht geraakte ze amper een helling over; de vrije ruimte onder de bodemplaat was klein waardoor de tank zich niet kon verplaatsen over geaccidenteerd terrein. De bemanning werd voorzien van asbest-kledij om zich te beschermen tegen de hoog oplopende temperatuur (86 °C). De motoren maakten een oorverdovend lawaai - de commandant gaf opdracht tot vuren door middel van elektrische lichtjes.
Op 24 april 1918 kwamen 14 A7V's in actie bij Villers-Bretonneux in een confrontatie drie Britse tanks waaronder een Mark IV (male) en twee females. Daarbij bleek dat ze beter bepantserd en sneller was dan haar tegenstanders. De tank werd maar gedurende 50 oorlogsdagen ingezet, het laatst op 11 oktober. Er werden slechts een twintigtal exemplaren gebouwd waardoor ze geen invloed kon uitoefenen op het verloop van de oorlog.

## Specificaties
- Bewapening:

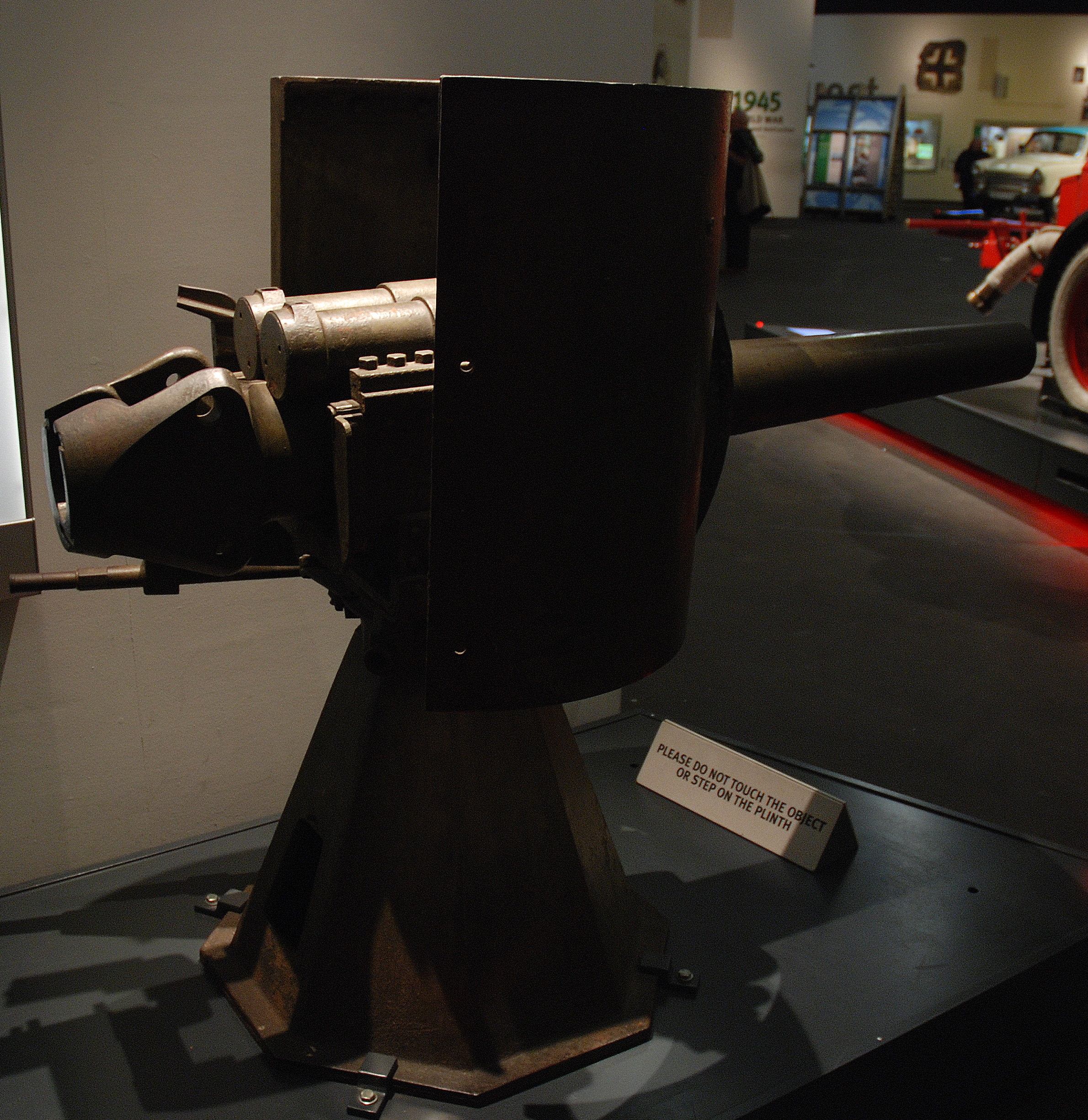
Het Maxim-Nordenfeltkanon in het Imperial War Museum North te Manchester

  - 6 zware machinegeweren (kaliber 7,92 MG08/15)
  - een 57mm Maxim-Nordenfelt snelvuurkanon (van Britse makelij afkomstig van Belgische fortificaties)
- Enkele schietgaten aan voor-, zij- en achterkant voor handvuurwapens.
- Bepantsering: 30 mm staal aan de voorkant; zij- en achterkant: 20 mm; dak: 7,5 mm; stuurcabine: 15 mm.
- Topsnelheid: 12 km/u in het terrein, 15 km/u over de weg
- Gewicht (exclusief bemanning): 26 ton
- Afmetingen:(LxBxH) 7,35 m, 3,06 m, 3,3 m
- Bemanning: 18 - een record - 12 bedienden de machinegeweren en handvuurwapens.[1]
- Aandrijving: 2 Daimler-Benz motoren van 100 pk
- Aantal gebouwd: 22 chassis, 20 stuks pantser
- Productiekosten: 250.000 DM per tank

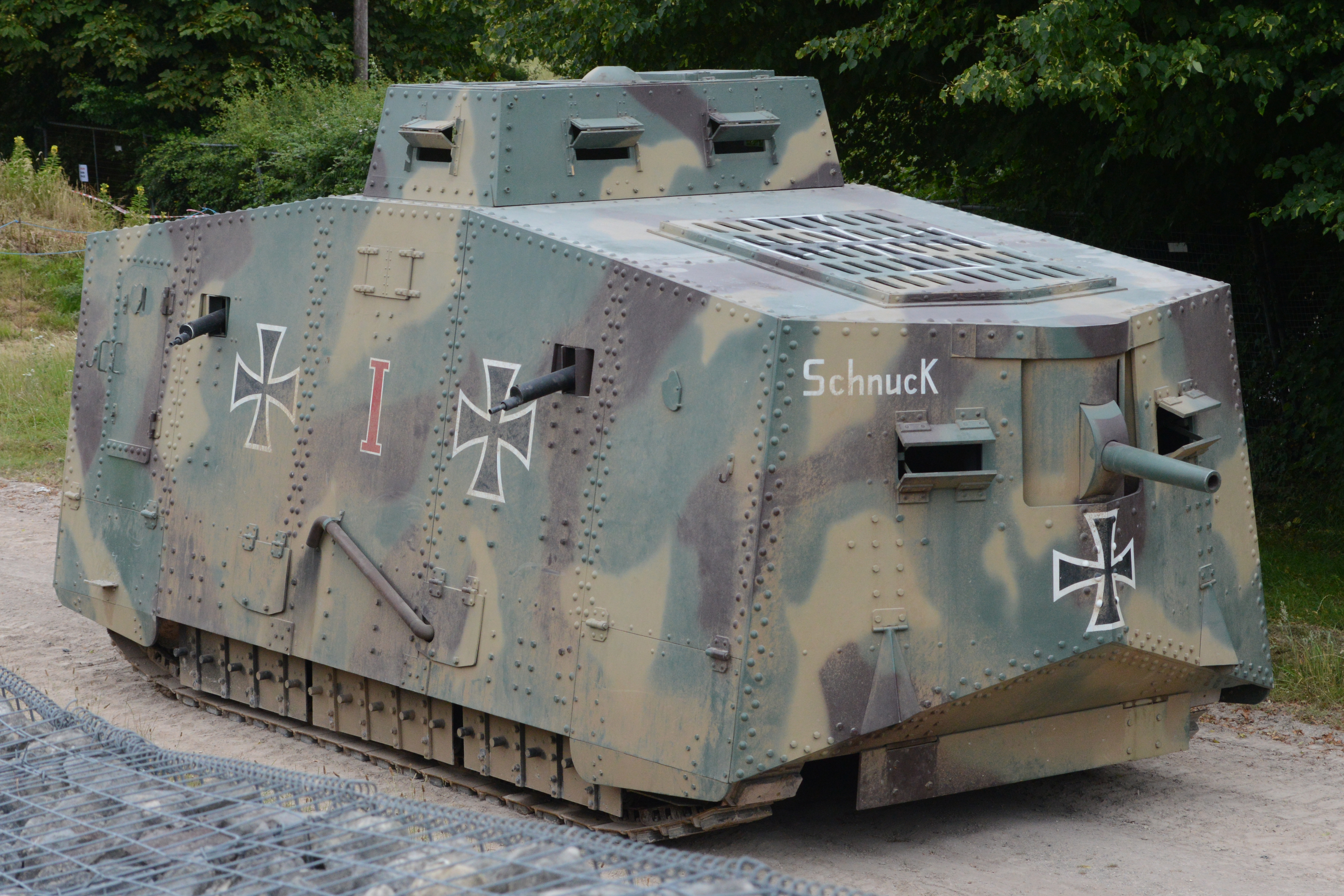
De replica Schnuck

De Mephisto, de enige overgebleven A7V, is te bezichtigen in de Dinosaur Garden van het Queensland museum in Brisbane, Australië. Het kanon van Schnuck is tentoongesteld in de Manchester dependance van het Imperial War Museum. Deze tank werd bewaard in Londen in het Imperial War Museum in Crystal Palace tot ze in 1921 werd ontmanteld. Een replica van Wotan bevindt zich in het Pantsermuseum Munster.

## Versies en projecten
Eigenlijk vormde iedere A7V een versie op zich want elk voertuig werd met de hand in elkaar gezet en is in zijn details uniek. Ze kregen ook namen, zoals Mephisto en Wotan. De pantserplaten die door Krupp werden geleverd, verschilden van die welke bij Röchling geproduceerd zijn. Omdat het voertuig zo symmetrisch is, kwam het foute verhaal in omloop dat er ook een versie was met een machinegeweer aan de voorkant: de zogenaamde Elfriedeversion. Elfriede had echter ook een kanon.
Er waren echter ook echte versies. Tank 501, de latere Gretchen werd eerst gebouwd als vlammenwerper. Tanks 503 en 504 zijn eerst geconstrueerd als ongepantserde bevoorradingstank en later van het pantser voorzien van de verongelukte A7V's 502 en 544. Na de oorlog dook er een "A7V-kloon" op: een voertuig (Hedi geheten) dat door een Freikorps tegen de Spartacisten gebruikt werd en ten dele schijnt te zijn opgetrokken uit A7V-onderdelen. Hierdoor spreken sommige bronnen van 23 tanks; er zijn immers 22 chassis gebouwd met serienummers: 501-507; 525-529; 540-544; 560-564 - en daar werd Hedi dan weer bij opgeteld. Het aantal pantsersets was twintig in twee series van tien. Daar echter van de 'Hedi' uitvoering minstens twee voertuigen gebouwd zijn, kan het zijn dat deze versie was gebouwd op het onderstel van een 'Ueberlandwagen', een transportvoertuig met hetzelfde onderstel als de A7V. Van de 'Ueberlandwagen' zijn er acht operationeel gebruikt vanaf november 1917 door ArmeeKraftwagen-Kolonne-Raupe Nr 1111, dus nog voordat de A7V in actie kwam.
Als concurrent met de A7V, werd de Treffaswagen ontwikkeld. Om de propagandafunctie van de A7V te versterken, begon men met de bouw van de K-Wagen. Een directe afstammeling van de A7V is de A7V-U met verbeterd loopwerk.